# Бежични рутер
Бежични рутер је рачунарски мрежни уређај који врши функцију рутера, али такође укључује функције бежичне приступне тачке и мрежног свича.
Они се обично користе да омогуће приступ Интернету или рачунарској мрежи без потребе за кабловима.
Може да функционише у класичној локалној мрежи (ЛАН), у само бежичном ЛАНу или у мешовитој комбинацији.
Најновије бежични рутери имају следеће карактеристике:
- ЛАН прикључци који функционишу на исти начин као и обичном мрежном свичу
- ВАН порт за конекцију на спољашњу мрежу, обично прикључак на Интернет.
- Бежична антена омогућава везе са другим бежичним уређајима (мрежне картице, бежичне приступне тачке итд.), обично користећи WiFi стандард.

Неки бежични рутери такође укључују АДСЛ или кабловски модем поред својих других компоненти.